# Kausalprinzip (Recht)

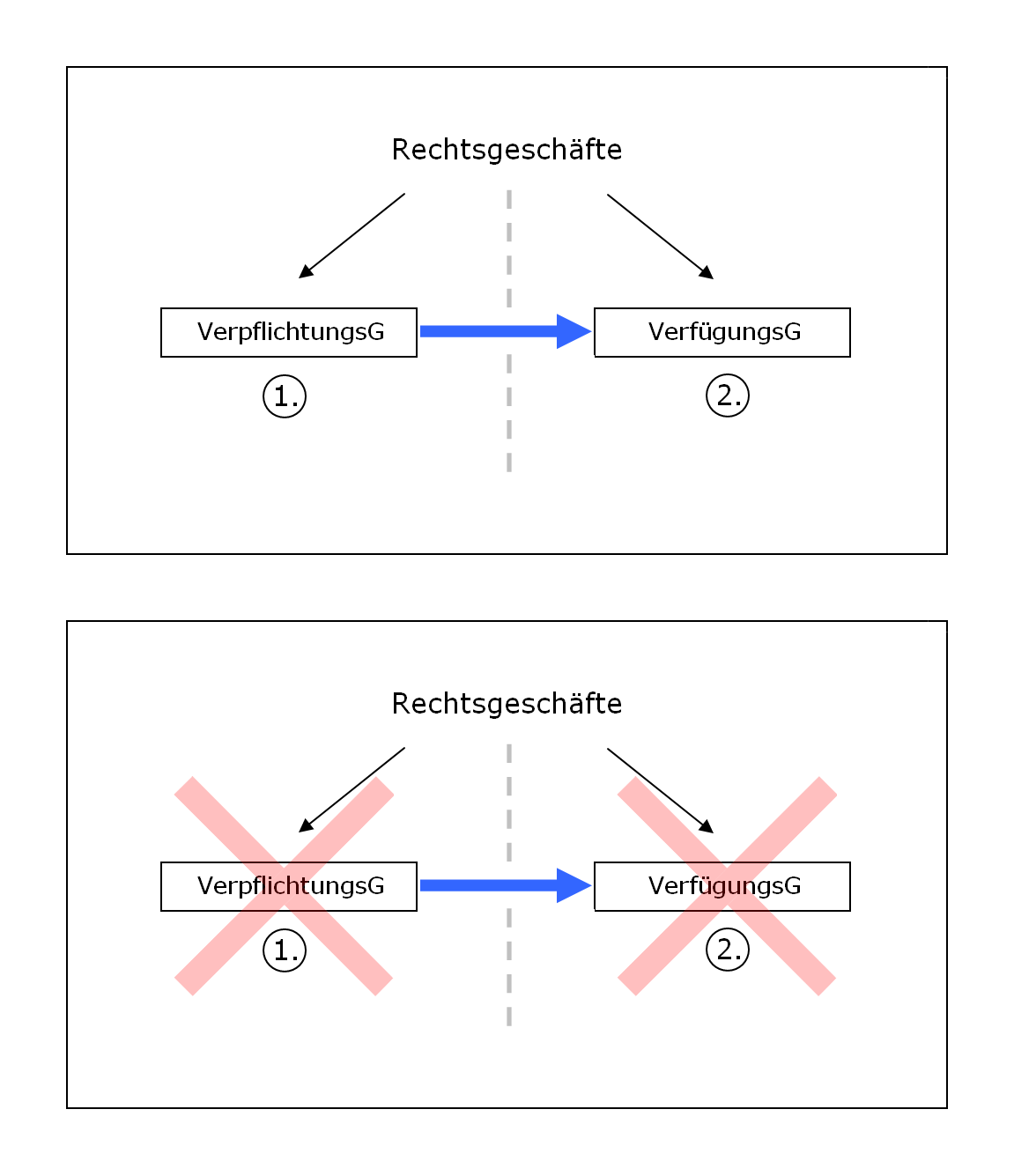
Kausalprinzip im österreichischen Recht

Das Kausalprinzip oder Prinzip der kausalen Tradition ist ein leitendes Prinzip der österreichischen Rechtsgeschäftslehre.
Das österreichische Recht trennt zwar Verpflichtungs- oder Kausalgeschäft (z. B. Kaufvertrag) und Verfügungsgeschäft (z. B. Übereignung) ähnlich strikt wie das deutsche Recht, erlaubt aber weder ein abstraktes Verpflichtungs- noch ein abstraktes Verfügungsgeschäft. Vielmehr müssen beide jeweils kausal sein.
Das Verpflichtungsgeschäft muss in dem Sinne kausal sein, dass es einen Grund hat, der es wirtschaftlich macht. Bei einem Kaufvertrag ist das z. B. das Interesse der einen Seite, eine Sache und der anderen Seite, Geld zu erhalten.
Des Weiteren muss das Verfügungsgeschäft in dem Sinne kausal sein, dass es nur dann wirksam ist, wenn ihm ein wirksames Verpflichtungsgeschäft zugrunde liegt (Prinzip der kausalen Tradition).
Es ergibt sich also folgendes Schema: Wirtschaftlicher Zweck → Kausalbindung → Verpflichtungsgeschäft → Kausalbindung → Verfügungsgeschäft.
Nach dem im deutschen Recht geltenden Abstraktionsprinzip ist das Verfügungsgeschäft dagegen auch ohne wirksames Kausalgeschäft wirksam. Etwas anderes gilt nur, wenn die Vertragsparteien eine sog. Geschäftseinheit vereinbart haben.